# Treibradsatz

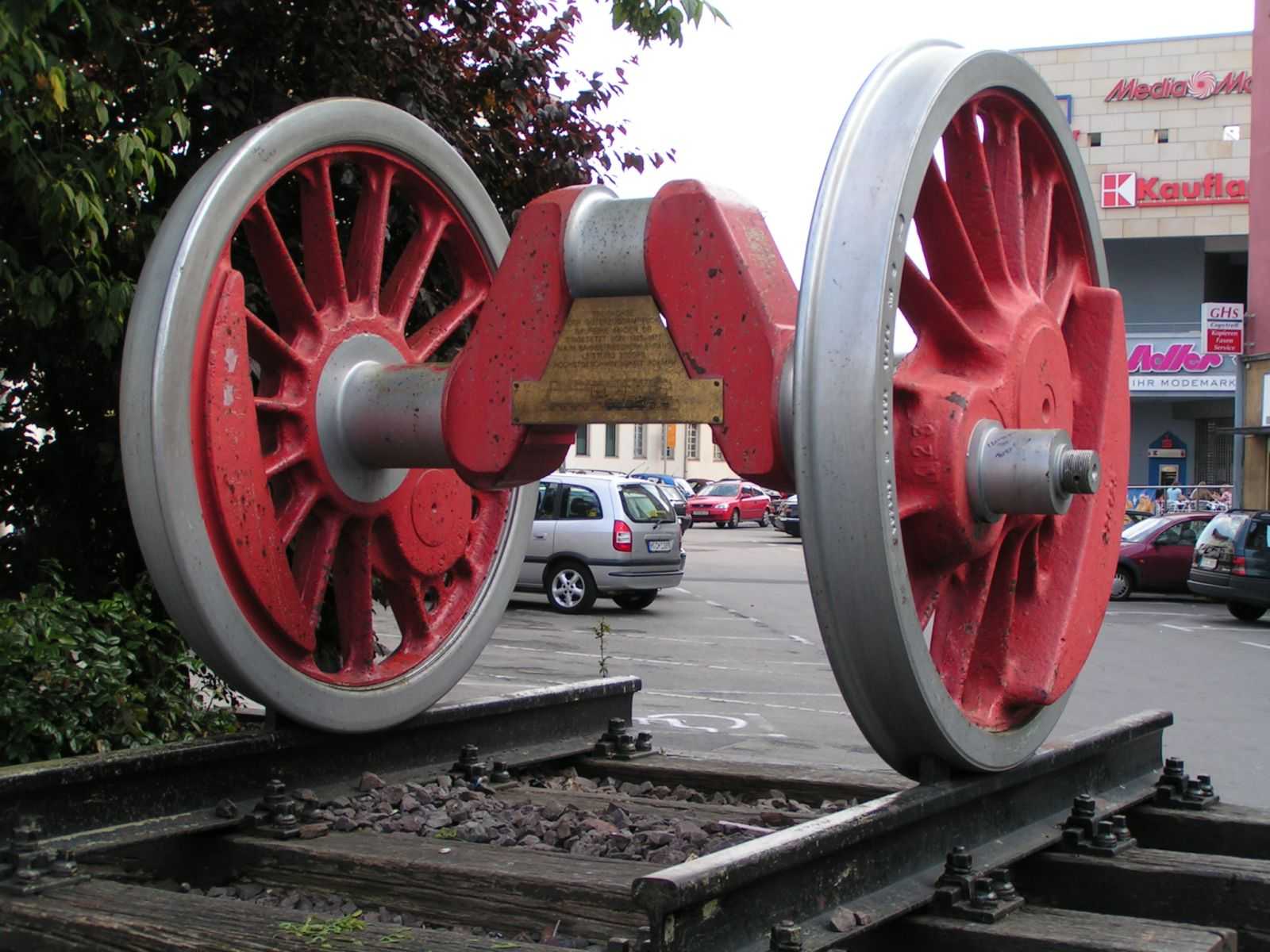
Treibradsatz (Kropfachse) einer Lokomotive der Baureihe 44

Ein Treibradsatz, in der Schweiz Triebradsatz, in der Fachliteratur auch Treibachse, ist der Radsatz eines schienengebundenen Triebfahrzeuges, auf den die Antriebskraft des Motors übertragen wird. Wie die mit ihm verbundene Kuppelachse überträgt der Treibradsatz zudem die Antriebskraft des Motors weiter auf die Schiene.
Bei anderen Fahrzeugen wird der Begriff Antriebsachse verwendet. Das Gegenstück zur Treibachse und zur Kuppelachse ist die nicht angetriebene Laufachse.
Die Verwendung der Begriffe Treibradsatz bzw. Treibachse hängt vom Kontext ab: da man bei Lokomotiven von der Achsfolge und nicht von der Radsatzfolge spricht, wird in diesem Zusammenhang von der Treibachse gesprochen. Wenn jedoch das Bauteil für sich alleine bezeichnet wird, wird dafür der Begriff Radsatz verwendet, und dementsprechend ist Treibradsatz anzuwenden.
Treibachsen können außer durch einzelne Motoren (Einzelachsantrieb) auch durch Getriebe, Kette oder Treibstange von einer zentralen Kraftmaschine angetrieben werden (Gruppenantrieb).
Ist die Treibachse als Kurbelwelle ausgebildet (gekröpft), so spricht man von einer Kropfachse (vgl. Abb.).